# Solymosi Tibor
Solymosi Tibor (Nyíregyháza, 1958. augusztus 13. –) magyar színész.

## Életpályája
Színészként diplomázott a Színház- és Filmművészeti Főiskolán, Szinetár Miklós osztályában 1986-ban. Főiskolásként gyakorlati idejét a Nemzeti Színházban és a Várszínházban töltötte. Pályáját az egri Gárdonyi Géza Színházban kezdte. 1992-től a Független Színpad színésze, 1993-tól szabadfoglalkozású színművész.

## Fontosabb színházi szerepei
- William Shakespeare: IV. Henrik... Szolga Percynél; Árnyék
- Shakespeare: II. Richárd... Lord Ross; Első herold
- Molière: Képzelt beteg... Csavargó; Purgó
- Carlo Goldoni: Két úr szolgája... Brighella
- Friedrich Schiller: Ármány és szerelem... Von Kalb
- Arthur Miller: Két hétfő emléke... Raymund
- Arthur Miller: A salemi boszorkányok... Ezekiel Cheever, bírósági jegyző
- Friedrich Dürrenmatt: János király... Katona
- George Bernard Shaw: Pygmalion... Nepomuk
- Alekszandr Nyikolajevics Osztrovszkij: Jövedelmező állás... Mikin
- Sławomir Mrożek: Ház a határon... Csempész
- Jean Anouilh: Eurydike... Rendőrségi írnok
- Csokonai Vitéz Mihály: Karnyóné szerelme... Karnyó, egy idős kalmár; Samu
- Jókai Mór: Thália szekerén... Bagoly
- Jókai Mór: A kőszívű ember fiai... Lánghy úr; Pál úr
- Szomory Dezső: Takács Alice... Horeb Homér
- Jékely Zoltán: Mátyás király juhásza... Vakáciusz, tudós
- Eörsi István: Sírkő és kakaó... Piti Lajos
- Sütő András: Egy lócsiszár virágvasárnapja... Herse
- Tamási Áron: Ördögölő Józsiás... Fanfarus
- Sultz Sándor: És a hősök hazatérnek... Imre
- Hegedüs Géza: Mátyás király Debrecenben... Kerekes, kocsikészítő
- Déry Tibor – Pós Sándor – Presser Gábor – Adamis Anna: Képzelt riport egy amerikai popfesztiválról... Riporter
- Ödön von Horváth: Mesél a bécsi erdő... Gyóntatóatya
- Erich Kästner – Rencz Antal: A két Lotti... Ludwig Palffy, elvált apa
- Békés József: Sándor, József, Benedek... Sóvágó
- Pater Mikołaj Wilkowiecki – Kazimierz Dejmek: Legenda a dicsőséges feltámadásról... szereplő
- Brandon Thomas: Charley nénje... Brasett
- Dale Wassermann – Joe Darion – Mitch Leigh: La Mancha lovagja... Inkvizítor
- Bernardo Bibbiena: Calandria... Polinico, tanító
- Stanisław Tym: A hajó... Lombos
- Joseph Kesselring: Arzén és levendula... Teddy
- Bacchus, avagy a 'bor' comoedia... Jupiter

## Filmek, tv
- Kard és kocka (1986)
- Idő van (1986)
- Egy diáktüzér naplója (1992)